# Résolution 419 du Conseil de sécurité des Nations unies
Membres permanents
- Chine
- États-Unis
- France
- Royaume-Uni
- URSS

Membres non permanents
- Allemagne de l'Ouest
- Bénin
- Canada
- Inde
- Libye
- Mauritanie
- Pakistan
- Panama
- Roumanie
- Venezuela

Résolution no 418 Résolution no 420
La résolution 419 du Conseil de sécurité des Nations unies, adoptée le 24 novembre 1977, après avoir entendu un représentant de la république populaire du Bénin, a réaffirmé la résolution 405 (1977) et a demandé aux États membres de coopérer pour enquêter sur les mercenaires qui ont attaqué le Bénin plus tôt dans l'année.
Le Conseil de sécurité a noté la volonté du Bénin de soumettre les mercenaires au droit et l'exigence de l'assistance des États membres pour réparer les dégâts. Enfin, la résolution exigeait que le secrétaire général continue de surveiller la mise en œuvre de la résolution.
La résolution a été adoptée sans vote.

## Voir également
- Tentative de coup d'État de 1977 au Bénin